# Pablo Utrera
Pablo Utrera (San Miguel de Tucumán, Tucumán, Argentina; 2 de septiembre de 1987-San Francisco, Córdoba; 24 de septiembre de 2015) fue un joven intérprete de música pop argentino.

## Biografía
Pablo Utrera nació en la provincia de Tucumán, fruto del matrimonio entre Graciela y Antonio César Utrera. Su primera banda se conformó a mediados del año 2008, bajo el nombre de "Ruta 7", con la que tocaron en varias ocasiones en Tucumán, con gran aceptación del público.

## Carrera
Se hizo reconocido por integrar el equipo directivo del programa de 2012, La voz argentina, conducido por Marley. En su primera aparición en cámara fue acompañado por su madre Graciela y una amiga, allí interpretó el tema This love de Maroon 5, siendo elegido para pasar a las siguientes instancias con el "padrinazgo" del grupo Miranda!. Con el transcurrir del programa Pablo fue pasando pruebas hasta llegar a ser uno de los 12 mejores concursantes, aunque no llegó a ganar.
Su última aparición en la pantalla chica fue en el programa de 2015, Dar la nota con conducción de Guido Kaczka, donde cantó temas como Antes de ver el sol (de Coti), Te recuerdo (de CAE) y La cosa más bella (de Eros Ramazzotti).
A lo largo de su corta carrera como vocalista hizo varias presentaciones en bares locales de su provincia como así también el interior del país. Tenía como costumbre colaborar con diferentes instituciones benéficas y era habitualmente convocado para participar de diferentes espectáculos tras sus apariciones televisivas. El 18 de septiembre de 2015 trabajó en su primer y único corte llamado Error con temas como Necesito tu amor, con el sistema Base: Danya Vodovoz (Hanover, Germany).

### Vida privada
El artista se declaró públicamente homosexual el 14 de septiembre del 2015, tras escribir un duro descargo en la red social Facebook donde expresaba cierta incomprensión hacia su inclinación sexual: 

"Es muy triste ver cómo algunos pocos pueden distorsionar la vida de alguien. No se puede cambiar la esencia de una persona solo porque no se esté de acuerdo, dé vergüenza o vaya en contra de lo que se esperaba de ella. Algunos pocos deberían darse cuenta de que somos muchos, que la homosexualidad es una forma de vida que EXISTE y que quien elige eso para su vida merece respeto, admiración y la oportunidad que todos merecemos ser feliz".

## Fallecimiento
El cantante Pablo Utrera fue encontrado sin vida por su padre en su departamento en el barrio Independencia de la localidad de San Francisco, provincia de Córdoba el mediodía del miércoles 24 de septiembre de 2015. De acuerdo con lo informado por fuentes policiales, Utrera hacía un día y medio que no se comunicaba con su familia y por ello su padre, Antonio, decidió ir hasta el departamento para conocer qué le ocurría. La vivienda estaba cerrada por dentro por lo que debió utilizar una llave que tenía en su poder para ingresar, y al hacerlo se encontró con el cuerpo sin vida de su hijo, quien supuestamente habría decidido quitarse la vida alrededor de las 6 del día anterior.
La policía confirmó que se trató de un suicidio y que el joven se encontraba bajo tratamiento psicológico debido a una profunda crisis depresiva por motivos sentimentales y laborales. Durante una entrevista, tiempo atrás, admitió no estar pasando por un buen momento al no poder terminar de consolidar su carrera como artista y llegar a "vivir" de la música. Antes de entrar a La voz, Pablo ya había intentado suicidarse pero un amigo lo evitó. Utrera tenía 28 años.

## Televisión
- 2009: Talento argentino.
- 2012: La voz argentina.
- 2015: Dar la nota.